# Михайловка (Шипуновский район)
Михайловка — упразднённый посёлок в Шипуновском районе Алтайского края. На момент упразднения входил в состав Нечунаевского сельсовета. Исключен из учётных данных в 1983 году.

## География
Располагался на правом берегу реки Алей, на расстоянии приблизительно 4,5 км (по-прямой) к востоку от села Нечунаево.

## История
Основан в 1923 г. В 1928 году поселок Михайловский состоял из 83 хозяйств. В административном отношении входил в состав Нечунаевского сельсовета Шипуновского района Рубцовского округа Сибирского края.
Решением Алтайского КИКа от 11 ноября 1983 года № 381 населённый пункт, исключен из учётных данных.

## Население
По данным переписи 1926 года в поселке проживало 529 человек (263 мужчины и 266 женщин), основное население — русские